# 2019 UO14
2019 UO14 es el primer troyano saturniano confirmado, que orbita alrededor del Sol alrededor del punto de Lagrange L4. Fue descubierto el 23 de octubre de 2019 por el telescopio Pan-STARRS 1 en Haleakala, Hawái. El objeto fue capturado probablemente hace unos miles de años y permanecerá allí durante 1,000 años más hasta que influencias de otros planetas exteriores saquen a 2019 UO14 de su actual órbita troyana.

## Órbita
Antes de que Saturno capturara a 2019 UO14, estaba flotando alrededor del Sistema Solar como un centauro. Hace 2,000 años, Saturno atrapó al centauro en su punto L4, convirtiéndolo en un troyano. Sin embargo, debido a la continua atracción de Júpiter y Urano, eventualmente 2019 UO14 sería expulsado de su órbita troyana. Se sugiere que se descubrirán más troyanos saturninos, ya que Saturno tiene una gran atracción gravitatoria.